# Anochetus modicus
Anochetus modicus är en myrart som beskrevs av Brown 1978. Anochetus modicus ingår i släktet Anochetus och familjen myror. Inga underarter finns listade i Catalogue of Life.